# Caponiidae
Caponiidae Simon, 1884 è una famiglia di ragni appartenente all'infraordine Araneomorphae.

## Caratteristiche
I ragni appartenenti a questa famiglia sono ecribellati, cioè sprovvisti di cribellum. Per questo sono annoverati fra i ragni più primitivi e, nel loro ambito, la specie Calponia harrisonfordi è quella che presenta più accentuati questi caratteri primitivi. È l'unica famiglia che ha tanta variabilità al suo interno per ciò che concerne il pattern oculare: in alcune specie il numero di occhi cambia anche quando da giovani diventano adulti.

## Descrizione
La grandezza è generalmente compresa fra i 2 e i 5 millimetri, si notano poco, e hanno un cospicuo apparentamento con i ragni del genere Dysdera, soprattutto per le abitudini di caccia agli onischi. Il cefalotorace è di colore arancione e l'opistosoma è grigio chiaro. Le specie che hanno due occhi li hanno posizionati nella parte anteriore del cefalotorace.
Numero occhi
- Otto occhi: Calponia, Caponia
- Sei occhi: Caponina (ma hanno anche due, tre, quattro e cinque occhi)
- Quattro occhi: Nopsides, Notnops
- Due occhi: Nops, Orthonops, Diplogena, Taintnops, Tisentnops

## Biologia
Qualche specie preda altri ragni, per il resto sono molto schivi e difficili da osservare.

## Distribuzione

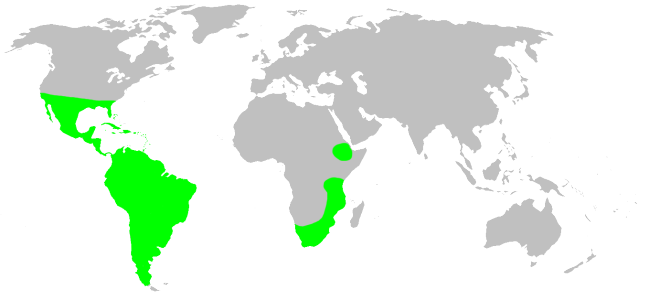
Caponiidae, distribuzione

Sono diffusi in America settentrionale (Stati Uniti meridionali), America centrale e meridionale; Africa orientale e meridionale

## Tassonomia
Le loro relazioni filogenetiche sono alquanto problematiche, anche se uno studio del 1990 pare imparentarli con la famiglia Tetrablemmidae.
Attualmente, a novembre 2020, si compone di 19 generi e 124 specie:
- Calponia Platnick, 1993 - USA
- Caponia Simon, 1887 - Africa (Etiopia, Mozambico, Sudafrica, Tanzania)
- Caponina Simon, 1891 - Brasile, Perù, Cile, Colombia, Venezuela, Uruguay, Argentina, Cuba, Costa Rica
- Carajas Brescovit & Sánchez-Ruiz, 2016 - Brasile
- Cubanops Sánchez-Ruiz, Platnick & Dupérré, 2010 - Cuba, Bahamas, Hispaniola
- Diploglena Purcell, 1904 - Sudafrica
- Iraponia Kranz-Baltensperger, Platnick & Dupérré, 2009 - Iran
- Laoponia Platnick & Jäger, 2008 - Laos
- Medionops Sánchez-Ruiz & Brescovit, 2017 - Colombia, Brasile, Ecuador, Venezuela, Panama, Trinidad
- Nasutonops Brescovit & Sánchez-Ruiz, 2016 - Brasile
- Nops Macleay, 1839 - Caraibi, America centrale e meridionale
- Nopsides Chamberlin, 1924 - Messico
- Nopsma Sánchez-Ruiz, Brescovit & Bonaldo, 2020
- Notnops Platnick, 1994 - Cile
- Nyetnops Platnick & Lise, 2007 - Brasile
- Orthonops Chamberlin, 1924 - USA, Messico
- Taintnops Platnick, 1994 - Cile
- Tarsonops Chamberlin, 1924 - Messico
- Tisentnops Platnick, 1994 - Cile